# Geodina
Geodina är ett släkte av svampar. Geodina ingår i familjen Sarcoscyphaceae, ordningen skålsvampar, klassen Pezizomycetes, divisionen sporsäcksvampar och riket svampar.
|         | Sarcoscypha                              |
|         |                                          |
|         | Phillipsia                               |
|         |                                          |
|         | Cookeina                                 |
|         |                                          |
|         | Nanoscypha                               |
|         |                                          |
|         | Microstoma                               |
|         |                                          |
| Geodina | \| \| Geodina guanacastensis \| \| \| \| |
|         | \| \| Geodina guanacastensis \| \| \| \| |
|         | Aurophora                                |
|         |                                          |
|         | Thindia                                  |
|         |                                          |
|         | Pseudopithyella                          |
|         |                                          |
|         | Pithya                                   |
|         |                                          |
|         | Wynnea                                   |
|         |                                          |
|         | Kompsoscypha                             |
|         |                                          |
|         | Geodina guanacastensis                   |
|         |                                          |

|  | Geodina guanacastensis |
|  |                        |